# European Community on Computational Methods in Applied Sciences
La European Community on Computational Methods in Applied Sciences (ECCOMAS) es una organización científica europea sin ánimo de lucro fundada en 1993. Esta asociación agrupa 23 asociaciones europeas focalizadas en la investigación en métodos computacionales en ciencia y tecnología. Su misión es promover la cooperación entre universidades, centros de investigación y socios industriales en el campo de los métodos numéricos y simulación computacional en ingeniería y ciencias aplicadas. El congreso general de ECCOMAS se organiza cada 2 años, mientras que en el año intermedio se organizan las conferencias temáticas (30 conferencias temáticas organizadas en 2023). ECCOMAS está vinculada a la International Association in Computational Mechanics (IACM), junto con la que organiza diversas actividades científicas a nivel internacional.

## Premios
ECCOMAS otorga 3 medallas, 2 premios a jóvenes investigadores, y 2 premios para tesis doctorales: 
- La medalla Ritz-Galerkin - es el reconocimiento mâs prestigioso concecido por ECCOMAS. Se otorga cada cuatro años a investigadores que han realizado contribuciones excepcionales y sostenidas en el campo de los métodos computacionales en ciencias aplicadas durante periodos que representan partes sustanciales de sus carreras profesionales.
- La medalla Euler – se otorga cada 2 años a investigadores que han realizado contribuciones destacadas y sostenidas en el área de la mecánica computacional de sólidos y estructuras, en términos de teoría matemática y métodos numéricos.
- La medalla Prandtl – se otorga cada 2 años a investigadores que han realizado contribuciones destacadas y sostenidas en el área de la dinámica de fluidos computacional, en términos de teoría matemática y métodos numéricos.
- El premio a jóvenes investigadores Olgierd Cecil Zienkiewicz – se otorga cada 2 años a jóvenes investigadores (no más de 40 años) que han realizado contribuciones destacadas en el campo de la ciencia y la ingeniería computacional.
- El premio a jóvenes investigadores Jacques-Louis Lions – se otorga cada 2 años a jóvenes investigadores (no más de 40 años) que han realizado contribuciones destacadas en el campo del análisis numérico.
- Los premios de doctorado – se otorgan cada año a dos graduados de doctorado que hayan presentado su tesis ese mismo año. Puede postularse cualquier persona que cumpla los requisitos: Cada asociación miembro de ECCOMAS seleccionara un aspirante entre las aplicaciones para presentarla como candidato oficial al premio.

### Ganadores de medallas
| Medalla Ritz - Galerkin | Medalla Ritz - Galerkin     | Medalla Prandtl | Medalla Prandtl                          | Medalla Euler | Medalla Euler                      |
| ----------------------- | --------------------------- | --------------- | ---------------------------------------- | ------------- | ---------------------------------- |
| 2008                    | Prof. Giulio Maier, Italia  | 2008            | Prof. Antonio Huerta, España             | 2008          | Prof. Peter Wriggers, Alemania     |
|                         |                             | 2010            | Prof. Ken Morgan, Reino Unido            | 2010          | Prof. Bernhard Schrefler, Italia   |
| 2012                    | Prof. Erwin Stein, Alemania | 2012            | Profesor Roger Ohayon, Francia           | 2012          | Prof. Herbert Mang, Austria        |
|                         |                             | 2014            | Prof. Sergio Idelsohn, Argentina         | 2014          | Prof. Franco Brezzi, Italia        |
| 2016                    | Prof. Franco Brezzi, Italia | 2016            | Prof. Wolfgang A. Wall, Alemania         | 2016          | Prof. Ferdinando Auricchio, Italia |
|                         |                             | 2018            | Prof. Ramon Codina, España               | 2018          | Prof. Ekkehard Ramm, Alemania      |
| 2020                    | Prof. Eugenio Oñate, España | 2020            | Prof. Spencer Sherwin, Reino Unido       | 2020          | Prof. Alessandro Reali, Italia     |
|                         |                             | 2022            | Prof. Harald Van Brummelen, Países Bajos | 2022          | Prof. Alfio Quarteroni, Italia     |

## Presidentes
A continuación se muestra la lista de presidentes de ECCOMAS:
- Jacques Péraux (1993-1996)
- Oskar Mahrenholtz (1996-2000)
- Eugenio Oñate (2000 - 2004)
- Herbert Mang (2005-2009)
- Manolis Papadrakakis (2009-2013)
- Ekkehard Ramm (2013-2017)
- Michael Kleiber (2017-2021) [9]
- Ferdinando Auricchio (2021 - actualidad) [10]

Trond Kvamsdal ha sido elegido nuevo presidente para el nuevo periodo de presidencia que será iniciado en 2026.